# Lothar C. Poll
Lothar C. Poll (* 25. Dezember 1937 in Berlin)  ist ein deutscher Rechtsanwalt, Publizist und Herausgeber, Kunstliebhaber und Kulturförderer. Er war unter anderem Geschäftsführer des Berliner Verlags Der Tagesspiegel und der Pressestiftung Tagesspiegel.

## Leben und Wirken

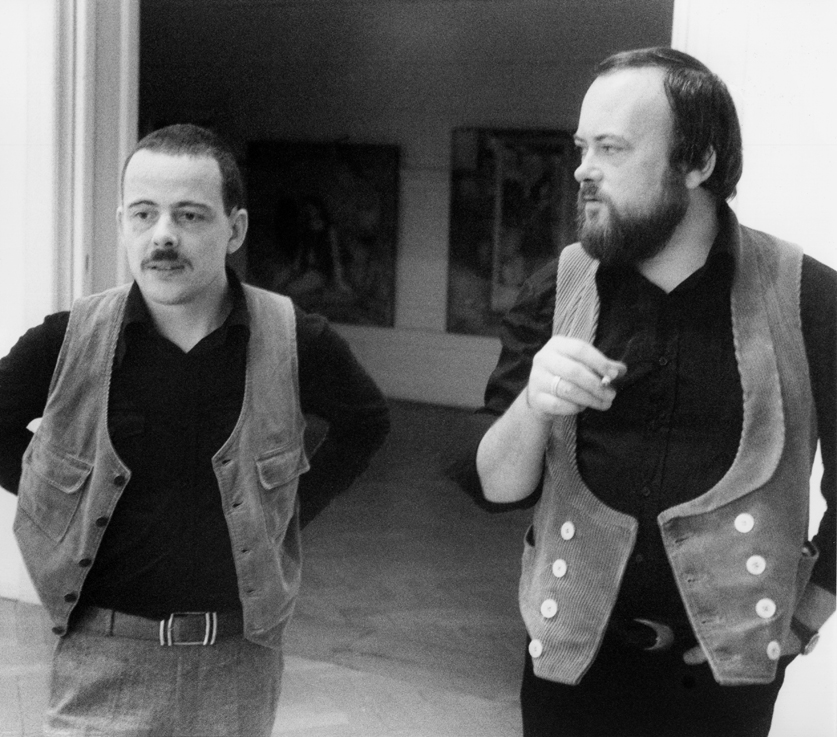
Lothar C. Poll und Peter Sorge in der Galerie am Kurfürstendamm, Berlin 1975

Lothar C. Poll, Sohn von Elsbeth Poll, geborene Carbyn, und des Archivdirektors Bernhard Poll, wuchs in Werder (Havel) bei Potsdam und in Aachen auf, besuchte Gymnasien in Krefeld und Aachen, wo er das Abitur machte. Er studierte Rechts- und Staatswissenschaften an den Universitäten Tübingen, Berlin und Bonn sowie Universität Köln. 1961 erfolgte sein erstes juristisches Staatsexamen in Köln, das zweite, die große Staatsprüfung, 1965 in Berlin. Von 1964 bis 1968 war er Kulturkorrespondent für mehrere Zeitungen sowie Rundfunk- und Fernsehanstalten. Poll lebt seit 1963 in Berlin und ist seitdem mit Eva Poll, geborene Keller, verheiratet. Die beiden haben eine Tochter, Nana Poll. Lothar C. Poll ist ein Neffe des Malers Hermann Poll.
Im Jahr 1966 gründete Poll seine eigene Kanzlei in Berlin (Schwerpunkt Urheber-, Wettbewerbs- und Presserecht), die seit Juli 2009 in einer Partnerschaft weitergeführt wird. 1966 absolvierte zudem Poll ein Redaktionsvolontariat beim Tagesspiegel in Berlin, von 1967  bis 1983 war er Justiziar und Redakteur dieser Zeitung. 1977 beteiligte er sich als Gründungsgesellschafter an der Pressestiftung Tagesspiegel, von 1984 bis 1993 war der in Berlin-Tiergarten lebende Poll Verleger und Herausgeber des Berliner Tagesspiegels sowie Geschäftsführer der Verlags Der Tagesspiegel GmbH und der Verlagsgruppe mit der Mercator Druckerei GmbH.
Ab 1984 war er Mitglied des Rundfunkrates, und ab 1985 auch des Verwaltungsrates des SFB (Sender Freies Berlin).
Von 1988 bis 1994 hatte Poll einen Lehrauftrag am Publizistischen Institut sowie am Otto-Suhr-Institut der FU Berlin. Seit 1995 ist er Gesellschafter-Geschäftsführer der InfoPress Information durch Presse Verlagsgesellschaft in Berlin, Buchverlag und Agentur. Poll ist Mitglied im Beirat des Berliner Vereins KONTAKTE-KOHTAKTbI e.V. – Verein für Kontakte zu Ländern der ehemaligen Sowjetunion.

## Kunst und Kultur
Poll war von 1966 bis 1968 Geschäftsführer der Künstlergenossenschaft Großgörschen 35, deren Aktivitäten nach Selbstauflösung 1968 von der Galerie Poll weitergeführt wurden. Zwischen 1985 und 2005 initiierte er mehrere Aktivitäten im gesellschaftlich-kulturellen Bereich, so den Franz-Karl-Maier-Leitartikelpreis (1985) und den Wolfgang-Staudte-Preis (1990), den Kreis der Freunde von Habimah Berlin zusammen mit dem damaligen Chef der Berliner Festspiele Ulrich Eckhardt, von 1988 bis 1994 war er Vorsitzender der Freunde der Villa Aurora in Los Angeles, 1993 bis 1998 Vorsitzender der Freunde und Förderer des Deutschen Theaters und der Kammerspiele, sowie 1996 bis 2001 der Freunde des Hauses am Waldsee und 1996 bis 2006 Zweiter Vorsitzender des Förderkreises Denkmal für die ermordeten Juden Europas sowie im Kuratorium der öffentlichen Stiftung Denkmal.
1985 bewirkte er die Gründung der Kunststiftung Poll, die sich für die Förderung und Erforschung figurativer Kunst im 20. Jahrhundert einsetzt und dafür eintritt, dass bestimmte künstlerische Einzelpositionen des Realismus, unabhängig von Tagesmoden oder Entwicklungen des Marktes, für die Öffentlichkeit erkennbar und zugänglich bleiben.

## Publikationen (Auswahl)
- Hermann Albert – Bilder und Zeichnungen – Werkübersicht 1968–1978, 2 Bd., Berlin 1978, ISBN 978-3-931759-19-3
- Werkverzeichnis Peter Sorge-Radierungen, Lithografien, Handzeichnungen 1963–1979, Berlin 1979, ISBN 978-3-931759-08-7
- Joachim Schmettau – Ein Alphabet. Zeichnungen 1967 bis 1981, Berlin 1982, ISBN 978-3-931759-05-6
- Wolfgang Petrick – Malerei und Zeichnungen 1979–1982, Texte von Gottfried Benn, Bertolt Brecht und Reinhard von der Marwitz, Berlin 1982
- Huldigung an Beckmann. Texte von Max Beckmann und Inken Nowald;  Berlin 1984, ISBN 978-3-931759-10-0
- Positionen des Realismus – 1967–1972–1987. Texte von Günter Grass, Uwe M. Schneede und Bernhard Schulz, Berlin 1987, ISBN 978-3-931759-15-5
- Szene Moskau. Vier Maler – Vier Positionen, Berlin 1988, ISBN 978-3-931759-12-4
- Gall is sweet, my love! – Pressefotografie und Kritischer Realismus, Berlin 2003, ISBN 978-3-936646-48-1
- Herbert Kaufmann – Prinzip Collage, Berlin 2004, ISBN 978-3-931759-01-8
- Spurensicherung – Zwischen Figuration und Abstraktion. Becky Sandstede, Hermann Kirchberger, Christel Poll, Berlin 2005, ISBN 978-3-931759-02-5
- Lesebuch Heinz Ohff. Schreiben für die Kunst – Kunstkritik, Literatur, Feuilleton, Berlin 2007, Neuauflage 2011, ISBN 978-3-931759-00-1
- Berliner Gesichter – Ursula Kelm, Fotografien 1987–2007, Berlin 2007, ISBN 978-3-931759-13-1
- Bilder des Lichts und der Stille. Hermann Poll (1902–1990). Werkdokumentation, Berlin 2011, ISBN 978-3-931759-30-8
- Im Licht des Südens – Christel Poll. Mit einem Vorwort von Lothar C. Poll und Texten von Gernot Thiele, Jupp Ernst, Gerhard Schön. InfoPress Information durch Presse Verlagsgesellschaft mbH, Berlin 2014, ISBN 978-3-931759-36-0.